# New Martinsville
New Martinsville es una ciudad ubicada en el condado de Wetzel en el estado estadounidense de Virginia Occidental. En el Censo de 2010 tenía una población de 5366 habitantes y una densidad poblacional de 763,95 personas por km².

## Geografía
New Martinsville se encuentra ubicada en las coordenadas 39°38′44″N 80°51′46″O / 39.64556, -80.86278. Según la Oficina del Censo de los Estados Unidos, New Martinsville tiene una superficie total de 7.02 km², de la cual 6.92 km² corresponden a tierra firme y (1.44%) 0.1 km² es agua.

## Demografía
Según el censo de 2010, había 5366 personas residiendo en New Martinsville. La densidad de población era de 763,95 hab./km². De los 5366 habitantes, New Martinsville estaba compuesto por el 98.19% blancos, el 0.22% eran afroamericanos, el 0.11% eran amerindios, el 0.6% eran asiáticos, el 0% eran isleños del Pacífico, el 0.26% eran de otras razas y el 0.61% pertenecían a dos o más razas. Del total de la población el 0.63% eran hispanos o latinos de cualquier raza.